# كلية السياسة والإقتصاد (جامعة السويس)
كلية السياسة والاقتصاد بجامعة السويس هي إحدى أربع كليات حكومية لدراسة السياسة والاقتصاد في مصر، تم انشاؤها عام 2016. وتعد الكلية أول كلية للسياسة والاقتصاد على مستوى اقليم قناة السويس وسيناء وشرق الدلتا، مدة الدراسة في الكلية 4 سنوات، يحصل بعدها الطالب على درجة البكالوريوس في إحدى تخصصات الكلية.

## الأقسام العلمية بالكلية
يوجد بالكلية قسمان فقط هما قسم العلوم السياسية وقسم الاقتصاد

## شٌعب الكلية
يوجد بالكلية شعبتان للدراسة هما شعبة اللغة العربية وشعبة اللغة الانجليزية وتعتمد هذه الشعب على لغة الدراسة

## الدراسات العليا
يوجد بالكلية برامج متعددة لمنح شهادة الماجستير والدكتوراه وهي :
- برنامج الماجستير في العلوم السياسية (الدراسات العليا)
- برنامج الدكتوراه في العلوم السياسية (الدراسات العليا)

- دبلوم السياسة الدولية
- دبلوم الدراسات البرلمانية والمحليات
- برنامج الماجستير في الإقتصاد (الدراسات العليا)
- برنامج الدكتوراه في الإقتصاد (الدراسات العليا)
- دبلوم دراسات الجدوى الإقتصادية